# Tolpia rufocastanea
Tolpia rufocastanea is een vlinder uit de familie spinneruilen (Erebidae). De wetenschappelijke naam is voor het eerst geldig gepubliceerd in 1924 door Rothschild.
De soort komt voor in tropisch Afrika.